# Mount Waesche
Mount Waesche är en vulkan i Antarktis. Den ligger i Västantarktis. Inget land gör anspråk på området. Toppen på Mount Waesche är 3 292 meter över havet.
Mount Waesche är den högsta punkten i trakten.